# Русіново
Русі́ново (рос. Русиново) — присілок у складі Афанасьєвського району Кіровської області, Росія. Входить до складу Ічетовкінського сільського поселення.
Населення становить 27 осіб (2010, 46 у 2002).
Національний склад станом на 2002 рік — росіяни 100 %.